# خورخي فالديز تشامورو
خورخي فالديز تشامورو (بالإسبانية: Jorge Valdez Chamorro) هو لاعب كرة قدم أرجنتيني في مركز الوسط، ولد في 26 مايو 1994 في San Vicente, Buenos Aires ‏ في الأرجنتين. شارك مع منتخب الأرجنتين تحت 17 سنة لكرة القدم. أما مع النوادي، فقد لعب مع جيمناسيا لابلاتا ونادي لانوس.

## وصلات خارجية
- خورخي فالديز تشامورو على موقع قاعدة بيانات كرة القدم.إي يو (الإنجليزية)
- خورخي فالديز تشامورو على موقع Soccerway.com (الإنجليزية)